# Daniëlla Somers
Daniëlla Somers (Brecht, 3 augustus 1964) is een voormalig Belgisch (super) lichtgewicht boksster en negenvoudige wereldkampioene boksen.
Op 20 april 1995 schreef Daniella Somers geschiedenis door in Las Vegas in een all-female kamp georganiseerd door de WIBF (Women's International Boxing Federation) de Noorse Helga Risoy met overweldigend machtsvertoon te verslaan. Het gevecht werd gestopt in de tweede ronde nadat Helga Risoy duidelijk had gemaakt niet verder te willen gaan. Anderhalf jaar later, op 1 februari 1997, had Daniella haar eerste bokstitel te pakken.
Na haar bokscarrière blijft Somers betrokken bij de bokssport. Ze runt nu de boksclub ‘The Bulldogs’ in Antwerpen. Hier stoomt zij een nieuwe generatie boksers klaar, zowel in het Engels boksen, het kickboksen als in het Thai-boksen.

## Prestaties en palmares[3][4]
BoksenWereldkampioen (1995, 1996, 1997, 1998, 1999, 2000)
KickboksenWereldkampioen (1992)
Full ContactWereldkampioen (1993)

## Persoonlijk
In tegenstelling tot wat velen denken, is ze geen familie van Bart Somers.
In 2007 nam Somers deel aan Sterren Op Het IJs, een populaire schaatswedstrijd op VTM. In 2011 nam ze ook nog deel aan het kookprogramma Masterchef. Ze won geen van beide programma's.